# السيف والرقعة الحاسمة
السيف والرقعة الحاسمة (اسمه الأصلي باللغة الصينية التقليدية هو: 魔劍生死棋، نقحرة: Mó jiàn shēngsǐ qí، تُلفظ: مو جيان شينسي شي وتعني سيف شطرنج الحياة والموت السحري) هو مسلسل تايواني فنتازي عُرض سنة 2007 دبلج بعد سنوات إلى اللغة العربية.

## قصة الدراما
لم تكتمل لعبة الشطرنج الموت قبل خمس مائة عام وكان الهدف إيجاد كنز الرقعة. وسيف النار والجليد هما المفتاح الوحيد لهذه اللعبة. من يتمكن من انهاء هذه اللعبة سوف يحصل على ما يكفي من الثروة لحكم العالم. خمس مائة سنة في وقت لاحق، استطاع جيانغ زو قائد قلعة السيف أن يصنع سيف الجليد واستطاع كيان مساعد قائد المجلس الأعلى أن يستخرج السيف لكنه وجد نفسه في مواجهة مع يان مساعد قائد قلعة السيف ولكنه فوجئ بأن السيف الذي معه ليس هو سيف الجليد فقد كسر في معركته أمام يان وكان جيانغ زو قد استخرج السيف الحقيقي وخبأه. مات جيانغ وابنته يونغ التي كانت تنوي الزواج بيان بفعل ضربة كيان وقبل موت جيانغ زو أمر جنوده بعد موته أن يسلموا السيف ليان وأن يصبح يان قائدًا للقلعة.ومرت الأحداث واستخرج سيف النار وظفر به كيان ثم حدثت معركة كبيرة انتصر فيها قائد الخير يان واستطاع أن يملك كنز الرقعة. سيف الجيد والنار تم دمجهما عن طريق كيان أثناء المواجهة لكن مساعد كيان كان يملك أسهما استطاع أن يهزم بها كيان. وأصبح يان هو الحاكم وباع كنز الرقعة ووزعه على الفقراء والمساكين.و كانت سبب مواجهة يان وكيان هي الفتاة ليوي أو زعيمة الطبخ فقد كان يحبها كليهما لكنها اختارت يان لأنه يدافع عن الخير والمستضعفين مما أثار حقد كيان وبعد كل تلك المواجهات فاز يان كما ذكرنا سلفا ولكن كيان تم نزع الشر من قلبه فمساعده رماه بسهم يخرج الشر من الجسد وأصبح كيان صالحا يحب الخير للناس وأصبح يحب يان وأصبحا صديقين من جديد.

## الدبلجة العربية
دُبلج المسلسل بواسطة مركز الزهرة وعُرض على قناة سبيس باور. وقد شارك العديد من الممثلين في الدبلجة وهم:
| مدبلجوا الأصوات   | الشخصيات                                   |
| ----------------- | ------------------------------------------ |
| قاسم ملحو         | يان                                        |
| زياد الرفاعي      | كيان                                       |
| يحيى الكفري       | هواليان يانغ                               |
| عادل أبو حسون     | ساي                                        |
| محمد مصطفى        | غوان يوتيان                                |
| فاتن عيدو         | ليوي                                       |
| راميا الإبراهيم   | ساكي                                       |
| همسة الحايك       | يوباي                                      |
| مأمون الرفاعي     | جيان زو                                    |
| أسيمة يوسف        | يونغ                                       |
| سعد لوستان        | سياو                                       |
| إيمان الأمير      | ليلي                                       |
| لمى الشمندي       | تاشي                                       |
| نضال حمادي        | شيما                                       |
| فاطمة سعد         | أم يان                                     |
| منصور السلطي      | جونغ                                       |
| رأفت بازو         | جاكي سام بيا                               |
| رائد مشرف         | روشين وان                                  |
| هشام كفارنة       | شينغ يوبي                                  |
| هزار الحرك        | السارقة                                    |
| بثينة شيا         | دوغي                                       |
| أيمن السالك       | توانغ                                      |
| محمد حداقي        | رونغ (هو نفسه غوان يوتيان لكن متنكر بقناع) |
| يوسف المقبل       | هوانغ                                      |
| محمود الحسين      | لوين                                       |
| محمد خير أبو حسون | المعلم                                     |
| مروان أبو شاهين   | جينو                                       |
| أنجي اليوسف       | يوسين                                      |
| حسام الشاه        | شويا                                       |

## طاقم العمل
- الإعداد: عمار شيخ جبر
- المراجعة: د.شفيق بيطار، عماد عكر
- التدقيق اللغوي: رمضان أيوب
- الترجمة: نوار الحمصي
- المونتاج: سامر أبو حمد
- التترات: محمد القزة
- المتابعة المالية: محمد حسان مهنا، عبد القادر نبهان
- إدارة الإنتاج: رضوان حجازي
- م.مخرج: إيهاب حداقي
- إنتاج وتوزيع: CARTOON STAR (ماهر الحاج ويس)
- تنفيذ الدوبلاج: مركز الزهرة

Free Zone
Damascus
Tel:2126025
Fax:2134317
- الإشراف الفني: لويس أبو عسلي (مدرجة باسم لوييس أبو عسلي )

## الممثلين
- Shao Bing مثل دور ياو
- Tony Sun مثل دور كيان
- Liu Tao مثلت دور زعيمة الطبخ أو ليوي
- Ting Ting مثلت دور يوباي
- Tian Jia Da مثل دور سياو
- Ray Lui مثل دور غوان يوتيان قاد المجلس الأعلى
- Zhou Zi Yin مثلت دور تاشي مساعدة قاد المجلس الأعلى سابقا(هواليان)
- Dai Jiao Qian مثلت دور يونغ ابنه جيانغ زو قائد قلعة السيف
- Du Zhi Guo مثل دور جيانغ زو
- Tang Guo Qiang as Jian Zu
- Wu Jing (吴静) as Hua Yu Nu 花玉奴
- Wu Lei (吴磊) as Guan Yun Bao 官云宝
- Lin Jiang Guo مثل دور شيما مساعد غوان يوتيان السابق
- Liu Wei as مثل دو شونتيان قائد الأشرار مخترع لعبة شطرنج الموت